# Szente
Szente község Nógrád vármegyében, a Rétsági járásban.

## Fekvése
A Cserhátban található a Balassagyarmati-medence déli részén a 348 m magas Cserhát csúcs alatt. A legközelebbi települések: Debercsény, Kétbodony.

### Megközelítése
A megközelítés leírása a jelenleg megtalálható Google Térkép-műholdfelvételekkel és MÁV-START Zrt., Volánbusz menetrendekkel egyezően készült.
- Vasúttal: Keleti pályaudvar-Magyarnándor, innen 5 km gyalogosan Debercsényen át a település.
- Közúton  – Volánbusz távolsági járatával, amely Budapestről a  Budapest Városkapu vasútállomásról indul, Rétságnál vagy Érsekvadkertnél át kell szállni a Nógrád Volán járatára, amivel Szente, autóbusz-fordulóig lehet közlekedni. A rétsági átszállások szervezése igen rossz, csak a buszsofőr jóindulatán múlik a csatlakozás elérése, illetve egy esetben nem lehet elérni.
- Közúton – autóval Budapestről indulva a 2-es főúton kell haladni Rétságig, majd Bánk, Romhány és Kétbodony településen át érhető el a falu, a 2115-ös, a 2116-os és végül a 2118-as úton.

## Története
Neve a Zentech személynévből eredeztethető, melynek jelentése szentéletű, vallásos ember.
Árpád-kori település. IV. Béla király egy 1255-ben kelt okiratban Vadkert határait ismertetve sorolja fel Csesztve, Szátok és Szente településeket. 1321-ben a váci káptalan már "posesio Scenteheh" néven említi. 1383-ban a tereskei Benedek rendi apátság birtokainak leírásában sorolja ismét egy oklevél.
1416-ban a Kazai Kakas család lett a falu birtokosa. 1472-ben már az a Szabó család uralja Szentét, akinek Szabó Mihály nevű képviselője 1498-ban a szentei és más környékbeli birtokát Werbőczy István jogtudósnak, a későbbi nádornak ajándékozza, akit II. Ulászló király parancsára a sági konvent iktatott be.  Werbőczy a környéken fekvő, Szentei Sebestyén tulajdonát képező birtokrészeket is megszerzi. A nyugodt környezet alkalmas az alkotó tevékenységre, amelyet a jogtudós ki is használ, miután II. Ulászló megbízást ad neki egy magyar összefoglaló jogi mű megírására, melyet a magyar történelem és jogtörténet "Werbőczy Hármaskönyv"-ként tart a későbbiekben számon. A Hármaskönyvet 1514 novemberében a király jóváhagyta, s így törvénykönyvként kezdték alkalmazni. Ez a törvénykönyv újraszabályozta a jobbágyság és a nemesség viszonyát, meghatározta a kötelező szolgáltatásokat, valamint rendelkezett az 1514-es Dózsa György-féle parasztfelkelésben részt vettek megbüntetéséről.
1559-ben a falu 19 házzal adózott a töröknek, míg 1562-ben a szécsényi szandzsákhoz tartozott, s abban az évben 16 adóköteles háztartást írtak össze. 1623-ban Nógrád vármegye a török rabság dúlását, rombolását felmérve 181 432 rhenus, azaz rajnai forint kárt állapít meg, amiből Szente település 350 forintot szenvedett el. Ebben az időszakban egy jobbágytelek értéke - házzal, gazdasági épületekkel, szerszámokkal, járművekkel, állatokkal és földdel együtt nagyjából 70 forint körül alakult. 1633-ban, amikor a falu a váci nahije része volt, mindössze két háztartással szerepelt az adózók nyilvántartásában, a püspöki tizedjegyzékben pedig árenda nélkül jelent meg. A 17. század közepén egy ideig lakatlan a település, a következő század elején, 1715-ben 11 portát írtak össze. 1720-ban adómentességet élvezett, mint nemes község, ám ezt a rangot néhány évvel később elvesztette és jobbágyközség lett.
A 18. századtól a Gerhardok, Révayak, Batshádyak, Bocskádyak, Dobóczyak, Gyurcsányak, Podhorszkyak, Debéczkyak, Padhosskyak, Hódossyak voltak birtokosok, később pedig a Nedeczky és Koós családok, majd a 20. század fordulója körül a Prajnerek, Schuszdeckek a nagyobb birtokosok Szente térségében.
Szente a 21. században az idegenforgalomból, valamint a környező termőföldek hasznosításából, eladásából él meg. Az idegenforgalom fellendítésére több projekt is indult, amelyekről tájékozódni lehet a község honlapján.

## Közélete

### Polgármesterei
- 1990–1994: Maszlik János (független)[5]
- 1994–1998: Varga Pálné (független)[6]
- 1998–1999: Hadas László (független)[7]
- 1999–2002: Illés Kálmán (független)[8]
- 2002–2006: Illés Kálmán (független)[9]
- 2006–2010: Illés Kálmán (független)[10]
- 2010–2014: Illés Kálmán (Fidesz-KDNP)[11]
- 2014–2019: Illés Kálmán (Fidesz-KDNP)[12]
- 2019–2024: Illés Kálmán (független)[13]
- 2024– : Illés Kálmán (független)[1]

A településen 1999. június 13-án időközi polgármester-választást tartottak, aminek oka még tisztázást igényel, de az előző polgármester nem indult el rajta.

## Népesség
A település népességének változása:
| Lakosok száma | 329  | 328  | 322  | 286  | 294  | 293  | 280  |
|               | 2013 | 2014 | 2015 | 2021 | 2022 | 2023 | 2024 |

2001-ben a település lakosságának közel 100%-a magyar nemzetiségűnek vallotta magát.
A 2011-es népszámlálás során a lakosok 97,3%-a magyarnak, 0,9% cigánynak, 1,2% ukránnak mondta magát (2,7% nem nyilatkozott; a kettős identitások miatt a végösszeg nagyobb lehet 100%-nál). A vallási megoszlás a következő volt: római katolikus 86,9%, református 2,1%, evangélikus 0,3%, görögkatolikus 1,2%, felekezeten kívüli 2,1% (7,1% nem nyilatkozott).
2022-ben a lakosság 94,6%-a vallotta magát magyarnak, 0,7% cigánynak, 0,3% románnak, 2,7% egyéb, nem hazai nemzetiségűnek (5,4% nem nyilatkozott; a kettős identitások miatt a végösszeg nagyobb lehet 100%-nál). Vallásuk szerint 59,2% volt római katolikus, 1,7% református, 1% evangélikus, 0,3% görög katolikus, 0,3% egyéb keresztény, 1,4% egyéb katolikus, 4,4% felekezeten kívüli (29,9% nem válaszolt).

## Nevezetességei
- XIII. században épült római katolikus templom[17]
- palóc házak
- állandó kiállítás - Élethű babák[18]

## Könyv
(Földünk térképeken) Felelős kiadó: Vajda Béla: Világatlasz országlexikonnal. TOPOGRÁF Térképészeti Kft. 3.javított kiadás. Nyíregyháza: NYÍR-KARTA Bt. 2005.  ISBN 978-963-9618-01-5   23. K2